# James Guillaume

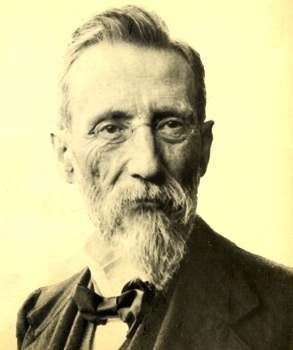
James Guillaume

 James Guillaume (* 16. Februar 1844 in London; † 20. November 1916 in Paris) war ein Schweizer Anarchist und Schriftsteller. Er war eines der führenden Mitglieder der Juraföderation in der Ersten Internationale, aus der die erste anarchistische Bewegung der Schweiz hervorging.

## Leben
James Guillaume wurde als Sohn eines Schweizer Uhrenhändlers in London geboren. 1848 kehrte seine Familie in die Schweiz zurück, nachdem sich die Neuenburger Bevölkerung gegen die preussischen Monarchen erhoben und eine republikanische Verfassung gegeben hatte. Guillaumes Vater wurde in der neuen Republik Neuchâtel Richter, Präfekt und von 1853 bis 1888 Staatsrat.
Nach dem Gymnasium studierte James Guillaume von 1862 bis 1864 an der Universität Zürich Philosophie und Literatur. Während seiner Studienzeit übersetzte er Gottfried Kellers Novellensammlung Die Leute von Seldwyla ins Französische. Nach seinem Studium wurde er 1864 Lehrer für Geschichte und Literatur an der Gewerbeschule in Le Locle. Um die Arbeiterbevölkerung zu bilden, organisierte er Abendvorlesungen für Lehrlinge. Er las u. a. die Werke von Ludwig Feuerbach, Charles Darwin, Charles Fourier und Louis Blanc.

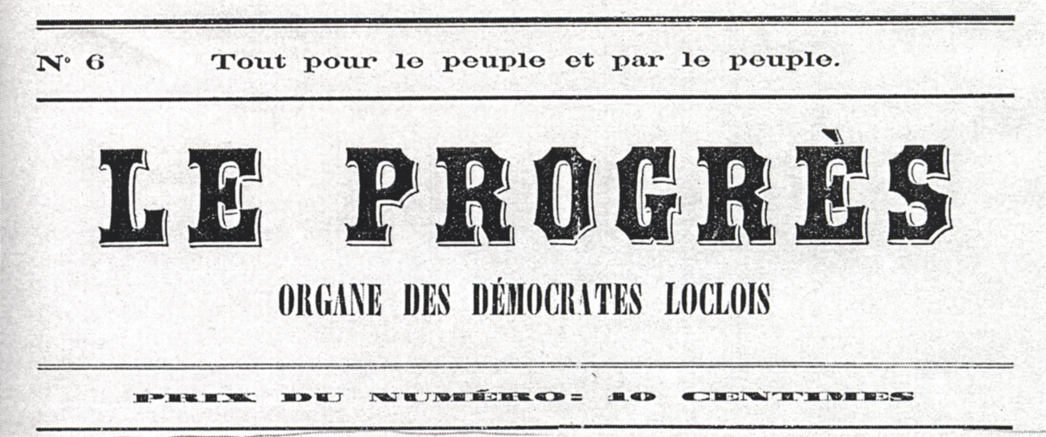
James Guillaume war Herausgeber von Le Progrès, der ersten anarchistischen Zeitung der Schweiz

Der Aufruf zum Zusammenschluss aller Arbeiter der 1864 in London gegründeten Ersten Internationalen führte im Jura und in der Westschweiz zur Bildung von Sektionen. Guillaume gründete in Le Locle zusammen mit dem alten Republikaner Constant Meuron 1866 eine Sektion. In den Jahren 1868 bis 1870 war Guillaume Herausgeber von Le Progrès, der ersten anarchistischen Zeitung der Schweiz.
Ideologische Spannungen spalteten die Internationale in zwei Gruppen. Die 1871 in der Juraföderation (Fédération jurassienne) zusammengeschlossenen Sektionen forderten im Zirkular von Sonvilier die Reorganisation der Londoner Internationale auf föderalistischer Basis und die Umwandlung des Generalrates in ein Korrespondenzbüro. Am Haager Kongress der Internationale von 1872 entschied sich die Delegiertenmehrheit für die Position von Karl Marx, dass die Eroberung der politischen Macht notwendig sei, und gegen die von den Anarchisten geforderte Beschränkung auf den wirtschaftlichen Kampf und schloss Guillaume und Michail Bakunin aus.
Die Minderheit der Ersten Internationale gründete 1872 in Saint-Imier die antiautoritäre Internationale, die ihr Zentrum fortan im Jura hatte. Die Landesföderationen von Belgien, England, Holland, Italien und Spanien schlossen sich an, weil sie ihre Unabhängigkeit vom Generalrat in London wahren wollten. Der Jura-Anarchismus der 1870er Jahre entwickelte sich durch freie politische Diskussionen einerseits von den Ideen Michael Bakunins ausgehend, der mit Guillaume befreundet war, andererseits die Erfahrungen der eigenen Praxis auswertend. James Guillaume war massgeblich an Peter Kropotkins Übertritt zum Anarchismus beteiligt und half ihm bei der anarchistischen Agitation der Schweiz in den 1870er Jahren.
Guillaume war schon 1869 wegen seiner politischen Tätigkeit als Lehrer entlassen worden. Er übersiedelte nach Neuenburg, wo er die Familiendruckerei übernahm. Von 1872 bis 1878, gab er das Bulletin de la Fédération jurassienne heraus, in welchem er die libertärsozialistische Theorie weiter ausformulierte.
1878 wurde der politische Druck so gross, dass Guillaume nach Paris auswandern musste, wo ihm die Mitarbeit an einem pädagogischen Wörterbuch angeboten wurde. Er befasste sich mit dem Erziehungswesen der französischen Revolution und wurde später Redaktionssekretär des geographischen Lexikons von Hachette. Eine politische Tätigkeit war im Klima der Nach-Kommune-Zeit nicht möglich.
Er wurde erst 1905 wieder politisch aktiv, als er bei der aufkommenden anarcho-syndikalistischen Bewegung eine Weiterführung seiner libertärsozialistischen Ideen der Ersten Internationale bemerkte.

## Werke
Sein vierbändiges Buch L’Internationale: Documents et Souvenirs ist die wichtigste Informationsquelle über die Erste Internationale aus anarchistischer Sicht.
Guillaume edierte Bakunins Gesammelte Werke, die 1907 auf Französisch veröffentlicht wurden.